# Office du Reich aux Chemins de fer
 (janvier 2022).
Si vous disposez d'ouvrages ou d'articles de référence ou si vous connaissez des sites web de qualité traitant du thème abordé ici, merci de compléter l'article en donnant les références utiles à sa vérifiabilité et en les liant à la section « Notes et références ».
L'office du Reich aux Chemins de fer (en allemand : Reichseisenbahnamt) était une autorité de l'Empire allemand créé en 1873 et chargé de la politique ferroviaire et les rélations avec les administrations des chemins de fer dans les États fédérés. Le responsable de l'office porte le titre de « président » ; il s'agit donc d’un office impérial et non d'un « ministère ». 

## Histoire
Conformément à la Constitution de l'Empire allemand, la direction des chemins de fer est de la compétence des États membres. En conséquence, il n'y a pas des chemins de fer publics appartenant au Reich allemand, à l'exception du réseau ferroviaire d'Alsace-Lorraine (Reichseisenbahnen in Elsaß-Lothringen), dont la direction générale impériale est établie à Strasbourg. 
Depuis la fondation du Reich en 1871, le gouvernement du chancelier Otto von Bismarck a pris des initiatives pour acquérir les axes ferroviaires principaux, qui ont échoué en raison de la résistance opposée par les États fédérés représentés au Bundesrat. Visant à exercer les droits  de surveillance réservés à l'échelon fédéral, l'office du Reich aux Chemins de fer fut créé le 16 septembre 1873.
Albert Maybach, président de l'office depuis 1874, est nommé ministre prussien des Travaux publics en 1878. Il était responsable, à ce titre, du fonctionnement des Chemins de fer d'État de la Prusse. Ce n'est qu'à la fin de la Première Guerre mondiale que les chemins de fer allemands sont repris par le Reich. 

## Présidents
- 1873-1874 : Friedrich-Wilhelm Scheele
- 1874-1877 : Albert Maybach
- 1877-1887 : vacant
- 1887-1909 : Friedrich Schulz (de façon intérimaire jusqu'en 1890)
- 1910-1918 : Michael Wackerzapp (de)
- 1918-1919 : Wilhelm Hoff (de)